# یواس‌اس فالی (اس‌پی-۱۴۵۳)
یواس‌اس فالی (اس‌پی-۱۴۵۳) (به انگلیسی: USS Folly (SP-1453)) یک کشتی بود. این کشتی در سال ۱۸۸۴ ساخته شد.